# Hymenomima cogigaria
Hymenomima cogigaria là một loài bướm đêm trong họ Geometridae.